# Kazimierz Ludwik Piłsudski
Kazimierz Ludwik Piłsudski (ur. ok. XVII/XVIII, zm. 2. poł. XVIII w.) – prapradziad Marszałka Polski Józefa Piłsudskiego.
Kazimierz Piłsudski herbu Piłsudski urodził się najpewniej na przełomie wieków XVII i XVIII jako jedyny syn Rocha Mikołaja Piłsudskiego i Małgorzaty z Pancerzyńskich. Bratem jego matki był biskup Karol Piotr Pancerzyński. W roku 1722 objął starostwo alkiskie. Był dwukrotnie żonaty: z Marianną z Kukiewiczów oraz z Rozalią ks. Puzunianką, z którą miał kilkoro dzieci (Kazimierza (pradziada Józefa Piłsudskiego) oraz dzieci nieznane z imion). Był właścicielem majątków: Zemelany, Sugawdzie, Brynkiszki, Bugienie, Kiełpiszki, Jutkajcie, Alkiszki i Dyrwiany. Zmarł prawdopodobnie w 2. poł. XVIII wieku.

## Rodzina
| 4. Jan Kazimierz Piłsudski |  |                            |  |  |                               |
|                            |  | 2. Roch Mikołaj Piłsudski  |  |  |                               |
| 5. Ewa Prejkint            |  |                            |  |  |                               |
|                            |  |                            |  |  | 1. Kazimierz Ludwik Piłsudski |
| 6. Pancerzyński            |  |                            |  |  |                               |
|                            |  | 3. Małgorzata Pancerzyńska |  |  |                               |
| 7. NN                      |  |                            |  |  |                               |
|                            |  |                            |  |  |                               |